# Hagonoy (Davao del Sur)
Hagonoy è una municipalità di terza classe delle Filippine, situata nella Provincia di Davao del Sur, nella Regione del Davao.
Hagonoy è formata da 21 baranggay:
- Balutakay
- Clib
- Guihing
- Guihing Aplaya
- Hagonoy Crossing
- Kibuaya
- La Union
- Lanuro
- Lapulabao
- Leling
- Mahayahay
- Malabang Damsite
- Maliit Digos
- New Quezon
- Paligue
- Poblacion
- Sacub
- San Guillermo
- San Isidro
- Sinayawan
- Tologan